# Evoluzione territoriale dell'Ungheria
L'evoluzione territoriale dell'Ungheria consiste nei cambiamenti dei confini dell'Ungheria nel corso della storia. Il più grande cambiamento avvenne il 4 giugno 1920 quando, con la pace di Trianon, l'Ungheria perse il 67,8% del suo territorio (oltre al 59% della popolazione).

## Il Principato d'Ungheria

Animazione delle migrazioni ungare dal XII secolo a.C. all'896 d.C.

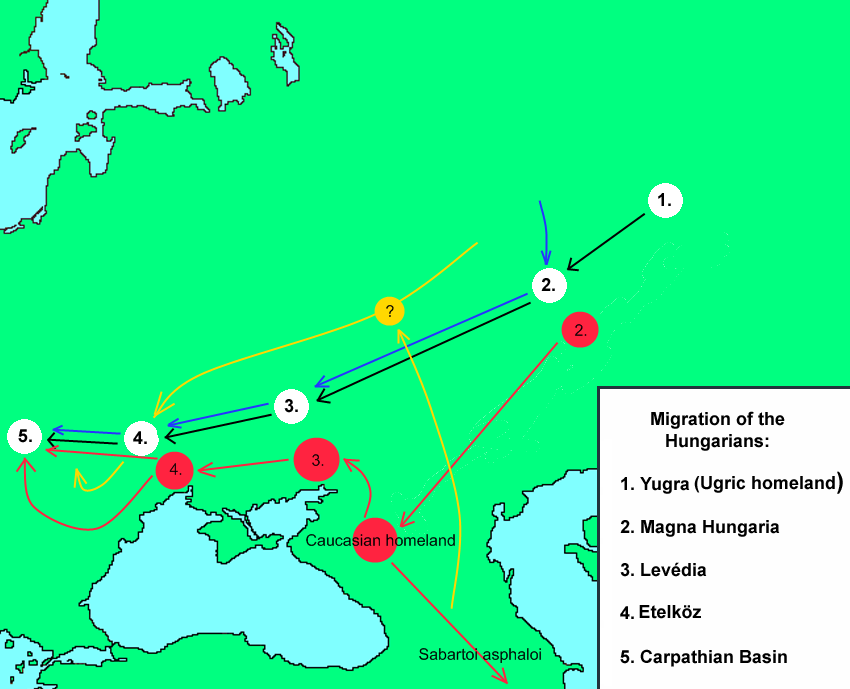
Le migrazioni degli ungari

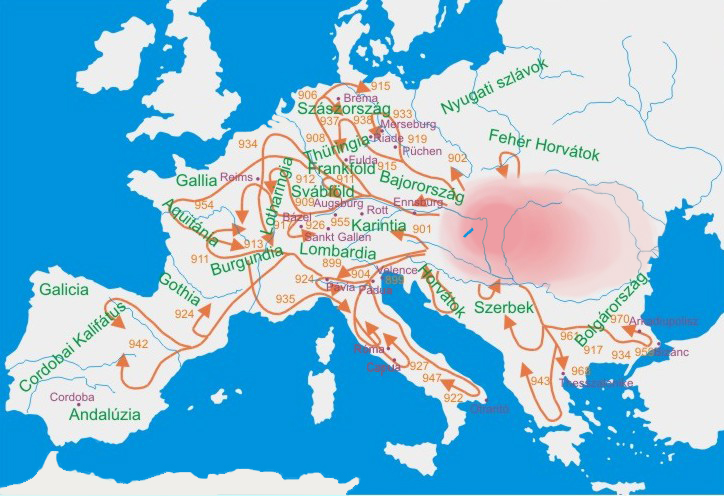
Incursioni ungare nel X secolo. L'invocazione «De sagittis Hungarorum libera nos, Domine!» risale a questo periodo

Gli Ungari, una popolazione seminomade che aveva formato un'alleanza di sette tribù guidata da Árpád, fondarono il Principato d'Ungheria o Ducato d'Ungheria (in ungherese: Magyar Nagyfejedelemség: "Gran Principato Ungherese") nel bacino dei Carpazi nell'anno 895 o 896. Gli Ungari erano una popolazione etnicamente affine ad altre originarie delle steppe dell'Asia centrale quali Unni, Bulgari e Avari. Essi giunsero originariamente da Etelköz che era il loro primo possedimento del principato ad est dei Carpazi. Occuparono la Pannonia, lasciata libera dopo la distruzione degli Avari sotto il regno di Carlo Magno all'inizio del IX secolo.
Sotto la guida di Árpád (896-907) occuparono il bassopiano lungo il Tibisco e il medio Danubio e iniziarono spedizioni (899-955) contro l'Occidente. Alla fine del IX secolo e nel X secolo razziarono in molte zone l'Impero carolingio (vedasi la Cronologia delle incursioni ungare): dapprima i margini, come in Moravia nell'894 ed in Italia settentrionale e centrale (899), poi nella Lorena e in Borgogna. Queste razzie, sebbene non fossero di grossa portata in termini di movimento di popolazioni se non in determinate zone dell'impero, erano caratterizzate da forza (abilità della cavalleria magiara) e sete di depredare i molti tesori dell'Impero mal difesi.
La forte depredazione avvenuta nel Nord Est dell'Italia ha portato a nominare una parte della pianura veneto-friulana Vastata Hungarorum. Molti ricchi monasteri in Europa, come anche interi villaggi, vennero saccheggiati e/o scomparirono, arrivando così a far vacillare l'impero, anche perché più o meno contemporaneamente ci furono le invasioni dei Normanni e le continue incursioni dei Saraceni.

### Le prime conquiste militari
Il principato si configurava come stato guerriero, con la fondazione di un nuovo mito militare, conducendo vigorose incursioni in un territorio che spaziava da Costantinopoli alla Spagna centrale, sempre respinti non senza paura dall'esercito franco tra il 907 ed il 910.
Dalla loro nuova patria, gli ungheresi lanciarono molte spedizioni di saccheggio verso diverse regioni europee.
Gli Ungari riuscirono ad estendere de iure il confine bavaro-ungaro sino al fiume Enns (sino al 955), e il principato non venne attaccato da questa direzione per i successivi 100 anni dopo la battaglia di Presburgo. Le intermittenti campagne militari degli ungari continuarono sino al 970, ad ogni modo le due sconfitte militari del 933 e del 955 (quest'ultima ad opera del futuro imperatore Ottone I nella battaglia di Lechfeld) segnarono l'inizio di un'evoluzione nel principato ungaro.
In quei tempi i confini del territorio non avevano un'importanza fondamentale per il loro principato, ma piuttosto le persone che gli appartenevano, di conseguenza il principato non aveva confini rigidi.

## Fondazione del Regno

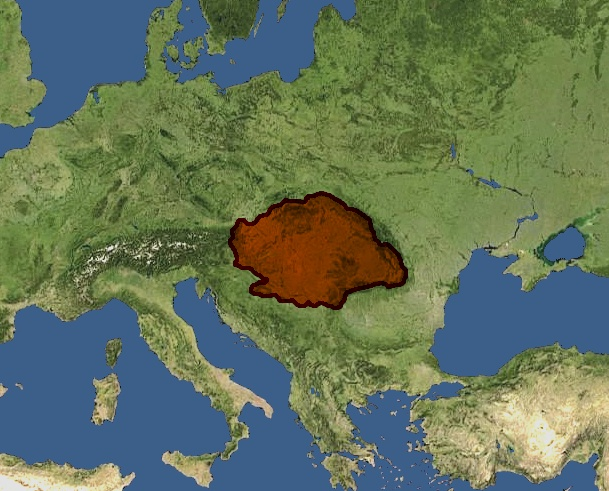
Il Regno d'Ungheria nei suoi primissimi anni (intorno al 1000).

Nell'anno 1000 Stefano I il Santo venne incoronato Re d'Ungheria, segnando così l'inizio del Regno d'Ungheria. Egli ricevette il battesimo e ottenne dall'imperatore Ottone III la corona reale e dal Papa Silvestro II l'autonomia della Chiesa ungherese. Il sistema amministrativo subì importanti riorganizzazioni durante il suo regno. Successivamente il Paese viene indebolito da lotte di successione dinastiche, ribellioni pagane e attacchi dall'esterno. Ma Salomone d'Ungheria (1053 – 1087), regnante dal 1063 al 1074, figlio di Andrea I, rinsaldò i confini e fece del territorio ungherese un baluardo del mondo cristiano contro infedeli musulmani e pagani.

### Unione con la Croazia

Il Regno d'Ungheria in unione con la Croazia nel 1190.

Gli eventi attorno all'unificazione della Croazia e dell'Ungheria sono stati e sono tuttora fonte di grandi controversie tra gli storici. Gli storici croati sono propensi nel ritenere che venne creata unicamente un'unione ad personam, mentre gli ungheresi sostengono che la Croazia venne fisicamente conquistata de facto dall'Ungheria. Il tutto viene complicato dalle fonti che talvolta indicano una Croazia agente come stato indipendente, mentre altre ce la indicano come vassallo dell'Ungheria. Di certo si sa che il Regno di Croazia mantenne sempre una certa indipendenza interna.
Alla base delle contese si trovano i pacta conventa, un supposto patto in base al quale, nel 1102, la nobiltà croata sancì un accordo con il sovrano ungherese Colomanno, erede della corona croata, mediante cui il Regno di Croazia veniva unito con il Regno d'Ungheria in un unico Stato. Secondo la storiografia croata tale status sarebbe durato fino al 1918. La lotta dinastica che seguì la catastrofica battaglia di Mohács nel 1526 non avrebbe cambiato il valore dei pacta conventa e le due corone unite furono prese legalmente da Ferdinando I d'Asburgo.
La storiografia ungherese considera il documento una falsificazione. Il più vecchio manoscritto dei pacta conventa risale al XIV secolo ed è conservato nel museo di Budapest.
Secondo le ricerche della Biblioteca del Congresso una fazione di nobili croati che contestavano la successione dopo la morte di Demetrius Zvonimir offrì il trono croato al re Ladislao I d'Ungheria. Nel 1091 Ladislao accettò e nel 1094 fondò il vescovato di Zagabria. Il re Colomanno d'Ungheria schiacciò l'opposizione dopo la morte di Ladislao I e conquistò la corona di Dalmazia e Croazia nel 1102. L'incoronazione di Colomanno creò un legame tra le corone croate e ungheresi che durò fino alla fine della prima guerra mondiale. I croati hanno sostenuto per secoli che la Croazia è rimasta uno stato sovrano nonostante l'unione volontaria delle due corone, ma gli ungheresi sostengono che l'Ungheria ha annesso la Croazia nel 1102. In entrambi i casi, la cultura ungherese permeava la Croazia, il confine croato-ungherese si spostava spesso, e talvolta l'Ungheria trattava la Croazia come uno stato vassallo. Nell'unione con l'Ungheria, le istituzioni separate della Croazia come il Sabor (assemblea di nobili croati) ed il banato (vicereame) mantennero il loro status, oltre al fatto che i nobili croati poterono mantenere le loro terre ed i loro titoli nobiliari. I successori di Colomanno proseguirono la sua politica e continuarono ad essere incoronati re di Croazia separatamente a Alba Marittima sino al tempo di Béla IV d'Ungheria.

## Il Regno d'Ungheria

### Béla II

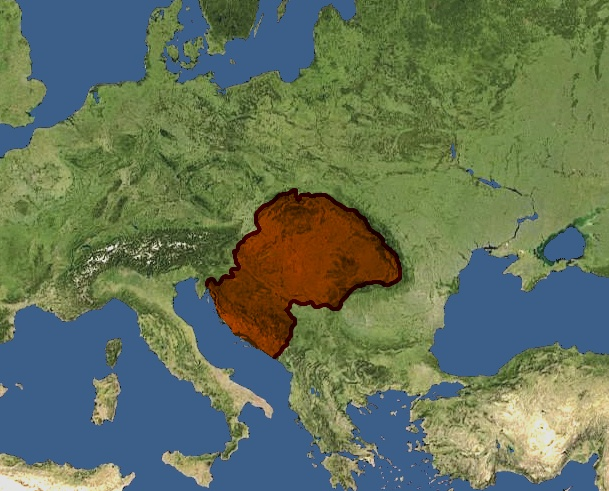
L'Ungheria nel 1190, comprendente Bosnia e Dalmazia.

Béla II d'Ungheria riconquistò la Dalmazia nel 1136 e nello stesso anno invase per la prima volta la Bosnia, che conquistò nel 1137 instaurandoci lo stato vassallo chiamato Banato di Bosnia, che assegnò inizialmente come titolo onorifico al figlio Ladislao.
Riuscì a sconfiggere gli eserciti russi e polacchi e penetrò in Polonia.

### Béla III
Béla III ottenne, dopo contrasti con l'Impero bizantino, l'annessione della Dalmazia, Croazia e Bosnia. Gli sforzi per estendere il dominio ungherese in Dalmazia e in Galizia ebbero successo solo in parte e portarono a due guerre contro Venezia e in Dalmazia dal 1181 al 1188 e dal 1190 al 1191.

### Luigi I

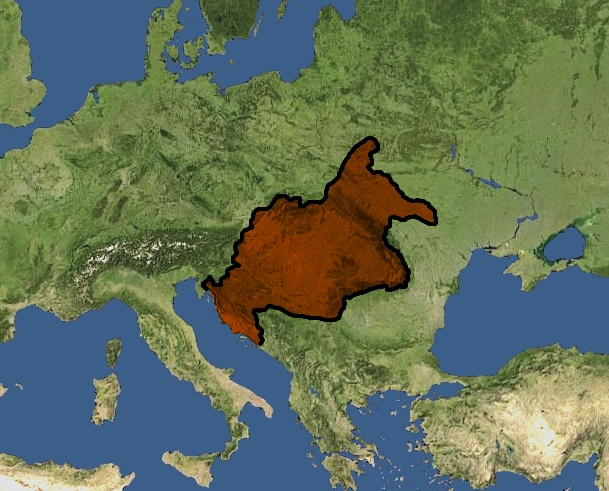
L'Ungheria tra il 1370 e il 1387, con i territori guadagnati dalla Polonia.

Luigi I il Grande fu re d'Ungheria dal 21 luglio 1342 al 1382 e re di Polonia dal 1370 al 1382. Figlio primogenito di Carlo Roberto d'Angiò e di Elisabetta di Polonia, fu erede designato del trono d'Ungheria fin dalla nascita. Suo padre era figlio di Carlo Martello d'Angiò e di Clemenza d'Asburgo, figlia, quest'ultima, dell'imperatore Rodolfo I.
Sua madre, invece, era figlia di Ladislao I e sorella di Casimiro III, ultimo Re di Polonia della dinastia dei Piasti, morto nel 1370. La scomparsa di Casimiro non comportò l'estinzione della linea reale dei Piasti, poiché vi erano diversi principi dello stesso sangue in Slesia e Masovia. Tuttavia, Casimiro ebbe solo eredi femmine e l'unico nipote maschio fu proprio Luigi.
Sebbene il sovrano polacco avesse spianato la strada alla successione di Luigi già dal 1355, quest'ultimo, alla morte del nonno, assunse la corona di Polonia grazie al diritto ereditario di sua madre Elisabetta, che di fatto esercitò buona parte del potere fino alla morte, avvenuta nel 1380. Durante il regno di Luigi I il Grande, l'Ungheria e la Polonia non furono solo in unione personale, ma l'Ungheria ottenne parte della Polonia tra il 1370 e il 1387, tra cui le città di Leopoli (in ungherese Ilyvó) e Halyč (Halics), entrambe nell'attuale Ucraina.
Inoltre, estese il proprio dominio fino all'Adriatico, giungendo a controllare la Dalmazia e una parte della Bosnia e della Bulgaria. Dal 1357 al 1358 fu impegnato in una guerra contro Venezia per il dominio sulla Dalmazia. Dopo essere riuscito a costituire una lega anti-veneta, Luigi mise a ferro e fuoco le città dalmate fino a strapparle ai Veneziani. Il trionfo del sovrano fu sancito dalla pace di Zara del 18 febbraio 1358, con cui la Serenissima dovette cedere all'Ungheria tutti i suoi possedimenti in Dalmazia, dal Quarnaro alle Bocche di Cattaro, ma poté mantenere le coste istriane e la marca trevigiana; fu però costretta a cancellare dal titolo dogale ogni riferimento alla Dalmazia.
Con ciò, la Repubblica di Ragusa divenne praticamente indipendente sino al 1808.

### Sigismondo del Lussemburgo
Durante il regno di Sigismondo del Lussemburgo, l'Ungheria perse definitivamente la Dalmazia: già ceduta a Venezia nel 1409 da parte del pretendente Ladislao I di Napoli per 100.000 zecchini, il vincitore in Ungheria, l'imperatore Sigismondo, acconsentì alla vendita "legi artis" per la modica somma di ulteriori 10.000 zecchini.

### Le conquiste di Mattia Corvino

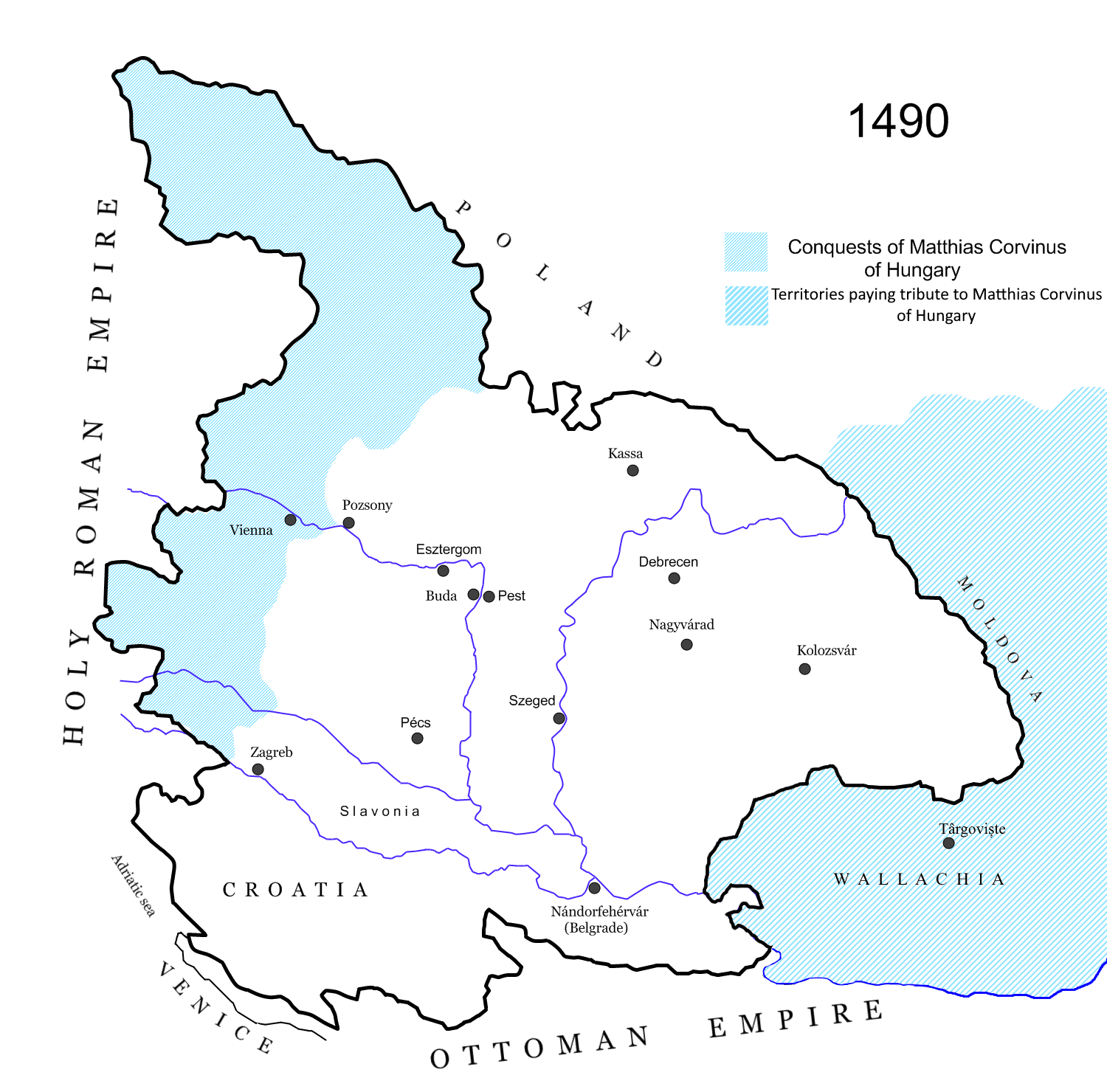
Le conquiste di Mattia Corvino ad occidente.

Mattia Corvino apparteneva ad una casata molto ricca ed era figlio di Giovanni (János) Hunyadi, nobile d'origine valacca nonché voivoda di Transilvania, e di una nobildonna ungherese, Erzsébet (Elisabetta) Szilágyi. Alla morte del re Ladislao V, avvenuta nel 1458 forse per avvelenamento, il giovane Mattia fu eletto re d'Ungheria con l'aiuto del suo zio Mihály Szilágyi.
Nel 1463, a vent'anni, sposò la giovanissima Caterina di Podebrady, figlia del re di Boemia Giorgio di Podebrady che ne aveva solo tredici. Il matrimonio durò solo un anno, la ragazza infatti morì prematuramente così come il loro unico figlio.
Mattia Corvino cercò di fare dell’Ungheria il centro di un vasto impero danubiano, lottando contro la Polonia, la Boemia e l’Austria.
Nel 1464 liberò la Bosnia sconfiggendo i Turchi. Diede inizio nel 1468 alla crociata contro l'ex suocero Podebrady, che aveva lasciato la fede cattolica per quella riformista di Jan Hus; il 3 maggio 1469 a Olomouc venne scelto come re di Boemia. Ora erano in due a contendersi il titolo di re di Boemia e il conflitto armato proseguì. Corvino, avvalendosi anche di un corpo di mercenari (fekete sereg o Armata nera), conquistò la Moravia, la Slesia e la Lusazia, comprese le città di Głogów, Breslavia, Brestov (in ungherese Boroszló), Troppau, Olomouc (Alamóc), Görlitz (nell'attuale Germania) e Brno (Berén/Börön).
Morto il Podebrady, continuò la guerra contro il successore Ladislao II di Boemia, che nel 1478 fu costretto a riconoscergli le conquiste firmando la pace di Olomouc, con la quale Mattia Corvino rinunciò ad ulteriori pretese, ma tenne per sé la terre della Moravia, della Slesia e della Lusazia, come pure tenne il titolo di re di Boemia che gli venne ufficialmente riconosciuto. In base agli accordi della pace, le aspirazioni di chi tra Corvino e Ladislao II fosse deceduto per primo, sarebbero state soddisfatte per quell'altro. Con questa definizione la unitarietà della corona boema sarebbe stata mantenuta, anche se per un certo periodo, avrebbe avuto due re.
Nel 1477 iniziarono le scorrerie ungheresi contro l'Austria; nel 1485 Mattia Corvino guadagnò il controllo di parte dell'Austria, togliendo agli Asburgo la Bassa Austria (compresa Wiener Neustadt - in ungherese Bécsújhely - conquistata nell'agosto 1487 dopo due anni di assedio), la Stiria (compresa Graz, in ungherese Grác) e la Carinzia e conquistando Vienna (Bécs) nel 1485. Tentò anche di ottenere la corona imperiale ma gli fu preferito Massimiliano d'Asburgo. Fece dell'Ungheria un potente stato, dove, con la seconda moglie Beatrice d'Aragona, introdusse la cultura rinascimentale italiana.
Nel 1490, alla morte di Mattia Corvino, Ladislao II fu eletto re d'Ungheria in base alla pace di Olomouc. Gli ungheresi speravano che riunendo sotto una sola persona i regni di Boemia, Ungheria e Polonia si sarebbe potuto costituire un grande Stato in grado di opporsi efficacemente agli Ottomani. Ladislao si rivelò un re politicamente debole e irresoluto: dovette fronteggiare gravi difficoltà finanziarie e non riuscì a gestire la nobiltà che accrebbe enormemente i propri poteri. Questo portò nel 1514 ad una rivolta contadina capeggiata da György Dózsa, che dovette reprimere duramente. Infine soppresse l'esercito permanente creato da Mattia Corvino, la cosiddetta Armata nera che aveva invece avuto notevole successo nella guerra contro i turchi.

## La fine del Regno d'Ungheria
| Anno | Superficie in km2 |
| ---- | ----------------- |
| 1200 | 282.870           |
| 1910 | 282.870           |
| 1930 | 93.073            |
| 1941 | 172.149           |

Già dal XV secolo gli ungheresi contrastavano l'espansione ottomana nella penisola balcanica. Inoltre il matrimonio tra il re Luigi II e Maria d'Asburgo, sorella dell'imperatore Carlo V (1521), portò l'Ungheria nell'orbita asburgica. Dal XVI secolo, la potenza dell'Impero ottomano crebbe gradualmente così come il suo territorio nei Balcani, mentre il Regno d'Ungheria si indebolì a causa di una serie di rivolte contadine. Sotto il regno di Luigi II Jagellone (1516–1526), i dissensi interni divisero la nobiltà.

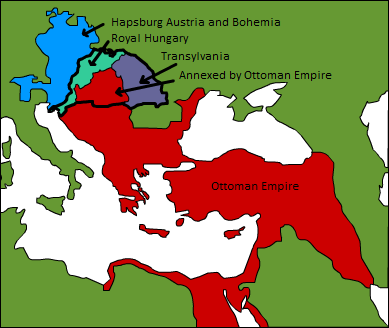
Divisione del Regno d'Ungheria nel 1541

Provocato alla guerra da un insulto diplomatico, Solimano il Magnifico (1520–1566) attaccò il Regno d'Ungheria per stroncare sul nascere la minaccia di un ulteriore avvicinamento dell'Ungheria all'Austria, e catturò Belgrado nel 1521. Egli non esitò a lanciare il suo attacco contro un regno debole; inoltre, data la posizione geografica del regno, gli ungheresi non poterono individuare subito l'obiettivo dell'avanzata turca, e divisero le loro forze in tre gruppi: il voivoda di Transilvania, Zápolya, doveva difendere i passi dei Carpazi con 8.000 uomini, il re comandava il grosso dell'esercito e il conte croato Kristof Frankopan guidava un altro reparto di 5.000 uomini. Quando l'esercito turco, conquistate alcune città e superati i fiumi Drava e Sava, puntò su Buda, capitale del regno, era ormai troppo tardi perché Frankopan e Zápolya potessero intervenire in soccorso del re. Gli ungheresi decisero comunque di affrontare i turchi, e stabilirono di farlo sulle rive del Danubio, nei pressi di Mohács, su di un terreno pianeggiante e aperto, ma in parte paludoso.

Nella battaglia di Mohács (29 agosto 1526) il malridotto esercito ungherese (circa 26 000 uomini in tutto contro 45 000 soldati ottomani), comandato dal re Luigi II d'Ungheria e Boemia (che cadde in battaglia), venne sconfitto da quello ottomano, comandato dal sultano Solimano I in persona.
Nel contempo il vassallo John I Zápolya e Ferdinando I del Sacro Romano Impero iniziarono ciascuno a reclamare per sé il trono ungherese. Solimano andò oltre le aspettative e si spinse a schiacciare le forze austriache, ma il suo assedio di Vienna nel 1529 fallì e con l'avvento dell'inverno le sue forze vennero costrette a ritirarsi. Il titolo di re d'Ungheria rimase disputato tra Zápolya e Ferdinando sino al 1540. Dopo l'assedio di Buda da parte degli ottomani nel 1541, l'Ungheria venne divisa in tre parti: l'ovest ed il nord del paese riconobbero il sovrano asburgico come loro re ("Ungheria Reale", controllata dagli Asburgo), mentre le contee a sud e al centro della regione vennero annesse all'Impero ottomano e divisa nei "vilajeti" di Buda e Temesvár (l'odierna Timişoara), mentre quelle ad est rimanevano sotto il controllo del figlio di Zápolya col nome di Regno dell'Ungheria orientale, tributario della Sublime porta che dal 1570 divenne noto col nome di Principato di Transilvania. Mentre un numero compreso tra 17 000 e 19 000 soldati ottomani rimanevano in servizio nelle fortezze ottomane nel territorio dell'attuale Ungheria erano presenti anche ortodossi, musulmani e slavi balcanici. Gli slavi meridionali inoltre presero parte a questa campagna per razziare i territori dell'Ungheria a guadagno personale.
In quel tempo, il territorio dell'attuale Ungheria iniziò a subire dei cambiamenti per via dell'occupazione ottomana. Vaste lande rimasero perlopiù spopolate e si ricoprirono di boschi e si svilupparono anche molte zone paludose ed acquitrinose. La vita degli abitanti sotto il dominio ottomano non era salvaguardata e molti furono coloro che preferirono rifugiarsi tra i boschi e nelle brughiere per costituire delle bande di truppe da guerriglia chiamate Hajdú. Il territorio dell'attuale Ungheria venne privato di molte risorse che gli ottomani utilizzarono per mantenere la lunga catena di forti al confine. Malgrado ciò, l'economia generale rifiorì in parte. Nelle aree non popolate infatti trovarono spazio vasti pascoli dove vennero portati circa 500 000 capi di bestiame. Il vino venne commerciato ampiamente col Regno di Boemia, con l'Arciducato d'Austria e con la Confederazione polacco-lituana.
Mentre la Transilvania era un principato autonomo retto da sovrani protestanti, le regioni del centro e del sud dell'Ungheria direttamente controllate da funzionari della Sublime Porta vennero organizzate sul modello delle altre province dell'impero ottomano: governatori turchi si stabilirono nelle principali città, mentre ampie regioni si spopolarono. Molti contadini, infatti, erano fuggiti al nord al seguito dei loro padroni o si erano dati al banditaggio, mentre gli artigiani turchi si erano sostituiti a quelli ungheresi e le chiese e i conventi cristiani erano stati trasformati in moschee, in luoghi di ritrovo islamici e in bagni termali.
Con la morte di Luigi II, inoltre, si estinse il ramo ungherese della dinastia degli Jagelloni: in base all'accordo del 1515 tra re Ladislao VI d'Ungheria e l'imperatore Massimiliano I d'Asburgo, la corona passò a Ferdinando d'Asburgo, fratello di Carlo e cognato di Luigi II.
L'Ungheria, spartita tra Ottomani e Asburgo, cessò di esistere come entità statale fino al 1867, pur rimanendo nominalmente in vita il Regno d'Ungheria; riguadagnerà la piena indipendenza solo nel 1918, con la fine della prima guerra mondiale e la dissoluzione dell'Impero austro-ungarico.

## Trattato di Bucarest

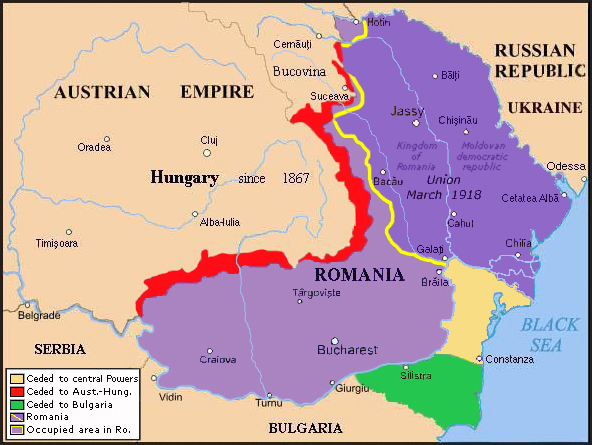
I territori rumeni ceduti all’Austria-Ungheria (in rosso) e alla Bulgaria (in verde) ai sensi del trattato di Bucarest del 1918

A seguito della rivoluzione d'ottobre, il nuovo governo bolscevico decise di uscire dalla guerra firmando il trattato di Brest-Litovsk e lasciando sul fronte orientale la Romania da sola contro le Potenze centrali.
Essa, quindi, fu rapidamente costretta a firmare l'armistizio di Focșani (9 dicembre 1917).
Il 5 marzo 1918, infine, il governo rumeno di Alexandru Marghiloman, inferiore per uomini e mezzi, fu costretto ad accettare il trattato di pace imposto dalle Potenze centrali, firmando la pace preliminare di Buftea, poi completata con il successivo trattato di Bucarest del 7 maggio. Tra le dure condizioni imposte alla Romania vi era la cessione all'Austria-Ungheria il controllo dei valichi dei Carpazi, il che fece aumentare da 325411 km² a 328660 km² la superficie territoriale delle Terre della Corona di Santo Stefano.

## Trattato del Trianon

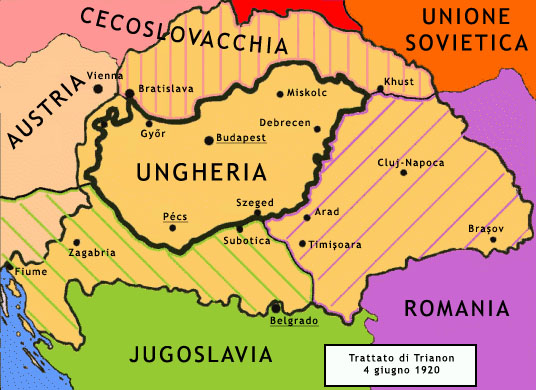
L'Ungheria dopo il trattato del Trianon.

Il trattato del Trianon fu il trattato di pace con cui le potenze vincitrici della prima guerra mondiale stabilirono le sorti del Regno d'Ungheria in seguito alla dissoluzione dell'Impero austro-ungarico. Il trattato venne firmato il 4 giugno 1920 nel palazzo del Grand Trianon di Versailles (Francia).
Gli attori principali del trattato furono le potenze vincitrici, i loro alleati e la parte sconfitta. Le potenze vincitrici comprendevano Stati Uniti, Regno Unito, Francia e Italia; i loro alleati erano Romania, Regno dei Serbi, Croati e Sloveni (in seguito Jugoslavia) e Cecoslovacchia; mentre la parte sconfitta era l'ex monarchia austro-ungarica, rappresentata dall'Ungheria.
Il 31 ottobre 1918, a Timișoara venne proclamata la Repubblica del Banato e il governo ungherese ne riconobbe l'indipendenza. I confini provvisori dell'Ungheria vennero definiti nel novembre/dicembre 1918. Rispetto al Regno di Ungheria (già facente parte dell'Impero austro-ungarico), i confini dell'Ungheria uscita dalla guerra non comprendevano:
- Tutta la Transilvania e un pezzo di Ungheria fu annessa dalla Romania.
- La Slovacchia, che divenne parte della Cecoslovacchia.
- Croazia, Slavonia e Voivodina, che si unirono all'appena costituito Regno dei Serbi, Croati e Sloveni, e le città ungheresi di Pécs, Mohács, Baja e Szigetvár che furono occupate e messe sotto amministrazione provvisoria serbo-croata.
- La città di Fiume che, oggetto di dispute territoriali, fu occupata prima da truppe anglo-francesi e subito dopo (settembre 1919) da truppe irregolari italiane che vi restarono, costituendovi uno stato indipendente, fino all'annessione al Regno d'Italia nel 1924 con il trattato di Roma.

I confini definitivi vennero delineati dal trattato del Trianon nel 1920. Rispetto a quelli stabiliti diciotto mesi prima, i confini stavolta non comprendevano:
- il resto della Transilvania, che divenne parte della Romania.
- La Rutenia subcarpatica, che divenne parte della Cecoslovacchia, conformemente al trattato di Saint-Germain del 1919.
- sempre in conformità al trattato di Saint-Germain, gran parte del Burgenland, dopo un referendum svoltosi nel dicembre 1921, venne assegnato all'Austria, mentre il territorio di Sopron optò per restare all'Ungheria.

In base al trattato del Trianon, le città di Pécs, Mohács, Baja e Szigetvár, che erano state occupate dalla Serbia nel novembre 1918, vennero restituite all'Ungheria.
Rispetto a quella del Regno di Ungheria, la popolazione dell'Ungheria post-Trianon venne ridotta del 59% passando da 19 milioni a 7 milioni, mentre la superficie territoriale venne ridotta di più di due terzi .
Dopo il 1918, l'Ungheria non ebbe più accesso al mare, che invece il Regno di Ungheria aveva avuto, attraverso i territori dell'odierna Croazia, per oltre 800 anni.
Le province che l'Ungheria perse con il trattato avrebbero avuto una popolazione in maggioranza non ungherese, ma anche delle significative minoranze ungheresi e territori con una maggioranza ungherese (Slovacchia del sud, parti della Transilvania e parti della Vojvodina).
Il numero di ungheresi in queste province, basato sul censimento del 1910 era:
- In Slovacchia: 885.000 - 30%
- In Transilvania (regione oggi in Romania): 1.662.000 - 32%
- In Voivodina (regione oggi in Serbia): 420.000 - 28%
- In Transcarpazia (regione oggi in Ucraina): 183.000 - 30%
- In Croazia: 121.000 - 3,5%
- In Slovenia: 20.800 - 1,6%
- In Burgenland (regione oggi in Austria): 26.200 - 9%

La popolazione ungherese in tutte queste regioni diminuì dopo il trattato, anche se minoranze ungheresi risiedono ancora oggi nei paesi limitrofi (circa 3.000.000 di ungheresi vivono oggi fuori dai confini dell'odierna Ungheria, la cui popolazione è di 9,8 milioni).
D'altra parte, la diversità etnica dell'Ungheria diminuì considerevolmente: il numero di persone di altra nazionalità entro le frontiere della nuova Ungheria dopo il trattato fu appena superiore al 10% mentre, in base al censimento del 1910, nel Regno di Ungheria gli ungheresi,rappresentavano approssimativamente il 48% dell'intera popolazione (calcolando la Croazia).

## Cambiamenti (1938-1945)

L'evoluzione territoriale del Regno d'Ungheria fra il 1938 e il 1941

Nel 1920 Miklós Horthy viene eletto reggente di un monarca che non sarà mai eletto e, un passo alla volta, assume praticamente poteri dittatoriali. La salita al potere di Horthy è considerata la data d'inizio dell'irredentismo ungherese. Il trattato del Trianon (1920) aveva difatti sancito un drastico ridimensionamento territoriale di quello che una volta era il vasto regno ungherese, e i milioni di ungheresi rimasti al di fuori dei confini nazionali furono presi da Budapest come fondamento delle proprie istanze revisionistiche. Destinatari principali delle mire espansionistiche ungheresi erano soprattutto la Cecoslovacchia e la Romania, entro i cui confini vivevano forti minoranze magiare. Nel 1921 Cecoslovacchia, Romania e Jugoslavia avevano costituito la Piccola Intesa, per difendersi dal revisionismo magiaro e della restaurazione del potere degli Asburgo. Fino al 1938 non vennero avanzate richieste, ma la fine dell'Austria, unita alla Germania di Hitler e la Conferenza di Monaco che assegnò i Sudeti ai tedeschi, risvegliarono l'irredentismo. In seguito alla costituzione della Slovacchia di Jozef Tiso alleata della Germania nazista, Horthy ordinò l'invasione del sud del paese. Sebbene fosse compiuta da oltre 50.000 soldati, l'invasione si svolse senza spargimento di sangue.

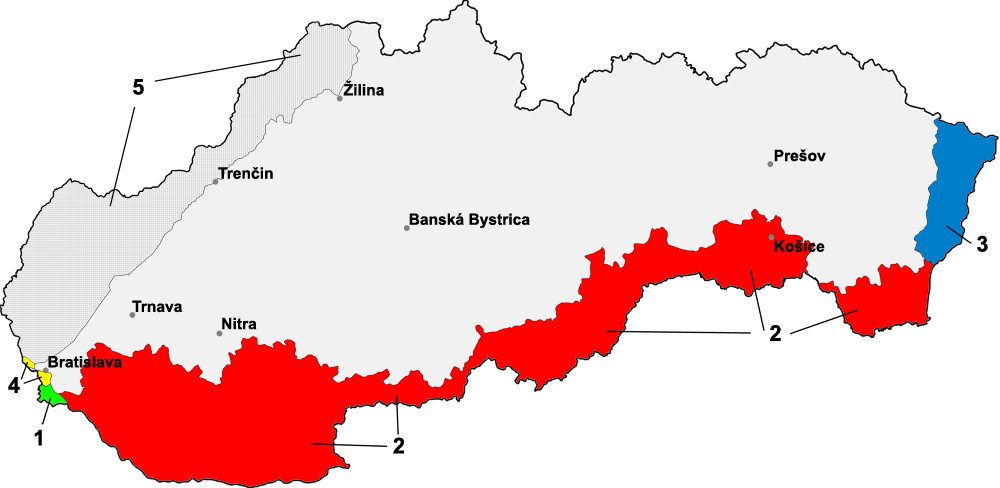
Mappa dell'odierna Slovacchia - in rosso, i territori acquisiti dall'Ungheria in seguito al primo arbitrato di Vienna.

Cessioni territoriali della Rutenia subcarpatica cecoslovacca all'Ungheria con il Primo Arbitrato di Vienna

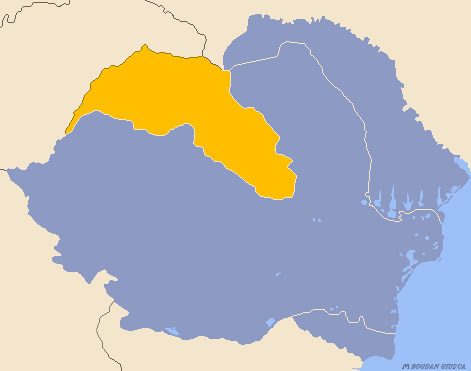
In giallo, il territorio annesso dall'Ungheria in seguito al secondo arbitrato di Vienna.

Il conflitto fu risolto diplomaticamente con il primo arbitrato di Vienna (o Primo Diktat di Vienna) del 2 novembre 1938, con cui l'Italia fascista e la Germania nazista obbligarono la Cecoslovacchia a cedere vaste porzioni della Slovacchia meridionale e della Rutenia subcarpatica (con Mukačevo/Munkács e Užhorod/Ungvár), che era abitata da magiari, all'Ungheria.
Divenne presto chiaro, però, che l'Ungheria non intendeva accontentarsi dei territori etnicamente ungheresi, ma che mirava alla revisione completa del Trattato del Trianon e alla restaurazione della «Grande Ungheria». Fu così che, a poche settimane dall'arbitrato di Vienna, il governo Horthy si preparò ad un'invasione; l'attacco fu evitato in extremis grazie al veto posto dalle potenze dell'Asse, che non intendevano perdere la faccia permettendo all'Ungheria di violare l'arbitrato. La regione della Transcarpazia conobbe così un periodo di tregua nei confronti degli appetiti ungheresi.
Nel giro di pochi mesi la Cecoslovacchia cessò tuttavia di esistere: mentre la Germania creava il Protettorato di Boemia e Moravia e veniva proclamata la Repubblica Slovacca, il piccolo territorio, col nome di Repubblica dell'Ucraina carpatica e con il reverendo Augustin Vološin come capo di Stato, proclamò la propria indipendenza (15 marzo 1939).
Approfittando del momento favorevole, la vicina Ungheria iniziò ad invadere l'Ucraina carpatica lo stesso giorno, violando così l'arbitrato di Vienna e ponendo fine il 18 marzo alla brevissima indipendenza rutena. Con questa rapida mossa Budapest poté annettersi un territorio di 12.000 km² e 622.000 abitanti, di cui però solamente 10% di lingua ungherese. L'Ungheria poté così stabilire un confine con la Polonia, il che nell'autunno 1939 permise a più di 100.000 soldati e civili polacchi di fuggire davanti alle truppe tedesche.
Quando nel giugno 1940 la Romania si vide costretta a cedere la Bessarabia e la Bucovina in seguito all'ultimatum e alla successiva invasione sovietica, il governo di Budapest, retto dall'ammiraglio Horthy, decise di approfittare delle circostanze e chiamò in causa le potenze dell'Asse rinfocolando la questione. Interessate a non aprire un fronte nei Balcani laddove avevano interessi petroliferi, Italia e Germania suggerirono alle parti di comporre il contenzioso per via di negoziati diretti. I negoziati ebbero inizio il 16 agosto 1940 nella città romena di Turnu Severin (Szörényvár in ungherese). La delegazione di Budapest presentò ampie pretese territoriali (70.000 km², in sostanza l'intera Transilvania), mentre la Romania si mostrò disposta solamente ad uno scambio di popolazioni e a lievi correzioni del confine. Visto il fallimento del negoziato, gli ungheresi minacciarono la guerra e la Romania, che già aveva fermato nel 1919 l'invasione del rivoluzionario ungherese Béla Kun in Transilvania, ma aveva bisogno dell'appoggio tedesco in chiave antisovietica si appellò alla mediazione di Germania e Italia. In seguito a consultazioni dirette con il Führer, la decisione arbitrale fu resa nota il 30 agosto 1940 nel Palazzo del Belvedere di Vienna dal ministro degli esteri tedesco Joachim von Ribbentrop e da quello italiano, Galeazzo Ciano. Il documento venne poi sottoscritto anche dai loro omologhi, conte István Csáky per l'Ungheria e Mihail Manoilescu per la Romania.
Con il secondo arbitrato di Vienna del 30 agosto 1940 l'Italia fascista e la Germania nazista obbligarono la Romania a cedere all'Ungheria la Transilvania settentrionale, un territorio di 43.492 km² e 2.609.007 abitanti che si incuneava profondamente nei Carpazi fino a includere l'area popolata dagli Székely. Il resto della Transilvania (con altri 400.000 ungheresi) rimase sotto sovranità romena e Bucarest ottenne in cambio la garanzia italo-tedesca delle frontiere.
Dal punto di vista demografico i territori annessi da Budapest contavano (in base alle statistiche romene del 1930) 968.371 ungheresi (37%), ma anche 1.304.898 romeni (50%), e piccole minoranze di tedeschi, zingari, slovacchi, ucraini e armeni. I nuovi confini, altrettanto irrispettosi del principio di nazionalità come quelli del Trianon, provocarono un massiccio flusso migratorio in entrambe le direzioni.
Nell'aprile 1941 le potenze dell'Asse invasero la Jugoslavia e l'Ungheria rioccupò il settore occidentale della Voivodina (Bačka), il Prekmurje sloveno più alcuni piccoli territori in Croazia (ovvero nel Međimurje e nella Baranja): si trattava di terre sottratte al Regno d'Ungheria alla fine della prima guerra mondiale, con cospicue minoranze magiare, ma a maggioranza slava.

## Trattato di Parigi
| Anno | Superficie in km2 |
| ---- | ----------------- |
| 1946 | 93073 km²         |
| 1947 | 93011 km²         |
| 1949 | 93011 km²         |

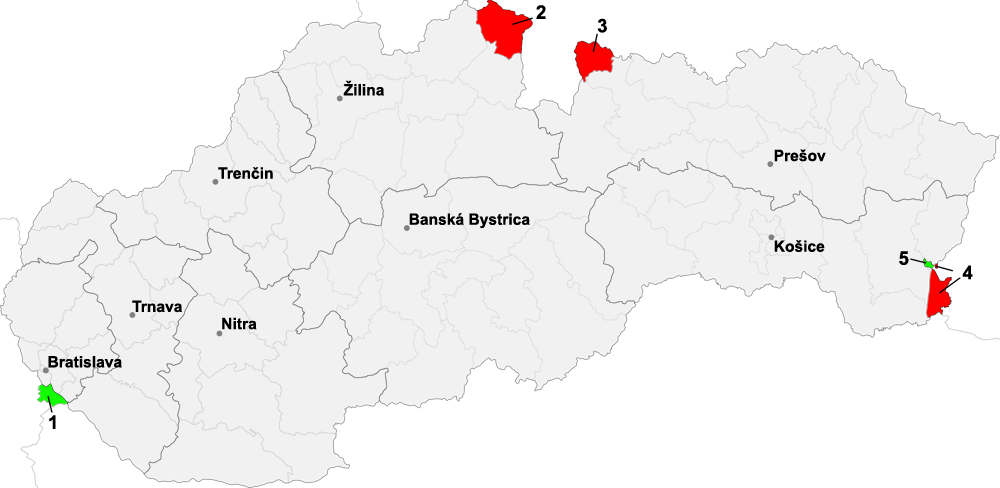
In verde i territori ungheresi ceduti alla Slovacchia col trattato di Parigi (oltre a quelli già restituiti): Čunovo, Jarovce e Rusovce.

A seguito della seconda guerra mondiale, con il trattato di Parigi (1947) l'Ungheria veniva riportata ai confini del 1938, ed in particolare:
- cedeva la Rutenia subcarpatica all'Unione Sovietica;
- restituiva alla Jugoslavia le regioni occupate durante la guerra (Voivodina, Prekmurje ed altri territori minori);
- cedeva alla Romania la Transilvania del Nord;
- inoltre, subiva alcuni aggiustamenti minori sulla frontiera con la Slovacchia: la cosiddetta "testa di ponte di Bratislava" costituita dai comuni di Čunovo, Jarovce e Rusovce (ora quartieri di Bratislava) per un totale di 62 km2 che passarono alla Cecoslovacchia per favorire la costruzione del Porto di Bratislava. Rispetto ai confini del 1938, la superficie territoriale dell'Ungheria si ridusse pertanto da 93073 km² ai 93011 km² del 1947.[43]

| Anno | Superficie in km2 |
| ---- | ----------------- |
| 1949 | 93011 km²         |
| 1955 | 93030 km²         |
| 1970 | 93030 km²         |
| 1990 | 93030 km²         |